# Jesen
Jesen – wieś w Słowenii, w gminie Kanal ob Soči. W 2018 roku liczyła 3 mieszkańców.